# Tarogato
El tarogato (plural tárogatók, töröksíp, flauta turca; en rumano, taragot, en ucraniano тapaґoт) se puede referir a dos tipos de instrumentos de viento diferentes: el tarogato antiguo y el tarogato moderno (o modificado). El moderno tarogato estaba destinado a ser una recreación de la tarogato original, pero hoy día se piensa que ambos instrumentos tienen poco en común.
- del siglo XV hasta alrededores del siglo XVIII, el tarogato, llamado también  töröksíp o flauta turca,  era un tipo de oboe de caña doble, apertura cónica y alguna llave.

- a partir de 1890 es un instrumento de viento madera de caña simple inventado por el fabricante Vencel József Schunda. Schunda transformó el instrumento original reemplazando la doble caña de la embocadura por una caña simple, como la que se emplea en el clarinete o el saxofón. El tarogato moderno está fabricado en madera, con una forma parecida a la del actual saxofón soprano (cuando es recto), con una apertura cónica en el extremo. El material suele ser madera de boj, granadilla o ébano, como el clarinete. Su sonido se encuentra a medio camino entre la trompa y el saxofón soprano.

## El tarogato antiguo
Las primeras menciones del Tarogato escritas en húngaro se remontan al menos hasta el siglo XV. No está claro si fue traído por los magiares  durante su primera migración en el siglo IX. Es cierto, sin embargo, que los instrumentos de este tipo descienden de la zurna, introducida por los turcos en la  Edad Media, como pone de manifiesto por el término töröksip ("flauta turca"), sinónimo de Tarogato. Es posible que los instrumentos de ambas tradiciones se combinan en uno solo. El tarogato tiene un origen persa, y apareció en Hungría durante las guerras turcas. Como instrumento, fue hasta el siglo XVIII un tipo de shawm, con doble caña, cónico, y sin llaves. Este instrumento está documentado ya en el siglo XV. Por su sonido fuerte y estridente fue utilizado como un instrumento de señalización en el campo de batalla (como el clarinete o la gaita).
Si bien fue utilizado por Richard Wagner en Tristán e Isolda, fue finalmente abandonado como instrumento de concierto por considerársele demasiado alto para una sala de conciertos.
Debido a que el tarogato fue un icono de la Guerra de independencia húngara (1703-1711) su uso fue suprimido en el siglo XVIII por la monarquía Habsburgo.

## El tarogato moderno
En la década de 1890 fue inventada una versión moderna por József Vencel Schunda, un fabricante de instrumentos de Budapest. Emplea una sola caña, tal y como se ha descrito más arriba. El tamaño más común, el tarogato soprano, en si♭, es de aproximadamente 74 cm de largo. Existen otros tamaños, referidos por un fabricante, János Stowasser, que menciona una familia de hasta siete miembros, el mayor de los cuales era un contrabajo en mi♭. El nuevo tarogato tiene muy poco parecido con el histórico tarogato y los dos instrumentos no deben confundirse. Se ha sugerido que el nombre schundáfono habría sido más exacto, pero tarogato se utilizó debido a la imagen nacionalista que el instrumento original.
Este instrumento fue un símbolo de la aristocracia húngara, y el instrumento de madera favorito de Gobernador Miklós Horthy.
Su fabricación cesó en Hungría después de la Segunda Guerra Mundial, aunque se siguen haciendo en Rumanía y otros países. En la década de 1990 se reanudó la fabricación en Hungría. Su introducción en Rumanía data de la década de 1920, cuando Luta Ioviţă, que tocaba el instrumento en el ejército durante la Primera Guerra Mundial, lo llevó a Banato (Rumania), donde se hizo muy popular con el nombre de taragot.
Dumitru Farcas, que nació en Maramureş, ha popularizado el instrumento por todo el mundo y es considerado el más famoso intérprete de tarogato.
En Ucrania su uso en la música folklórica se extiende en el sudoeste del país, particularmente en Transcarpatia, Hutsúlshchina y Bucovina.